# سیارک ۴۳۲۰
سیارک ۴۳۲۰ (به انگلیسی: 4320 Jarosewich، نامگذاری:1981EJ17) چهار هزار و سیصد و بیستمین سیارک کشف شده‌است که در ۱ مارس ۱۹۸۱ کشف شد.
قدر مطلق سیارک برابر ۱۵٫۳۰ است.